# Dryosaurus

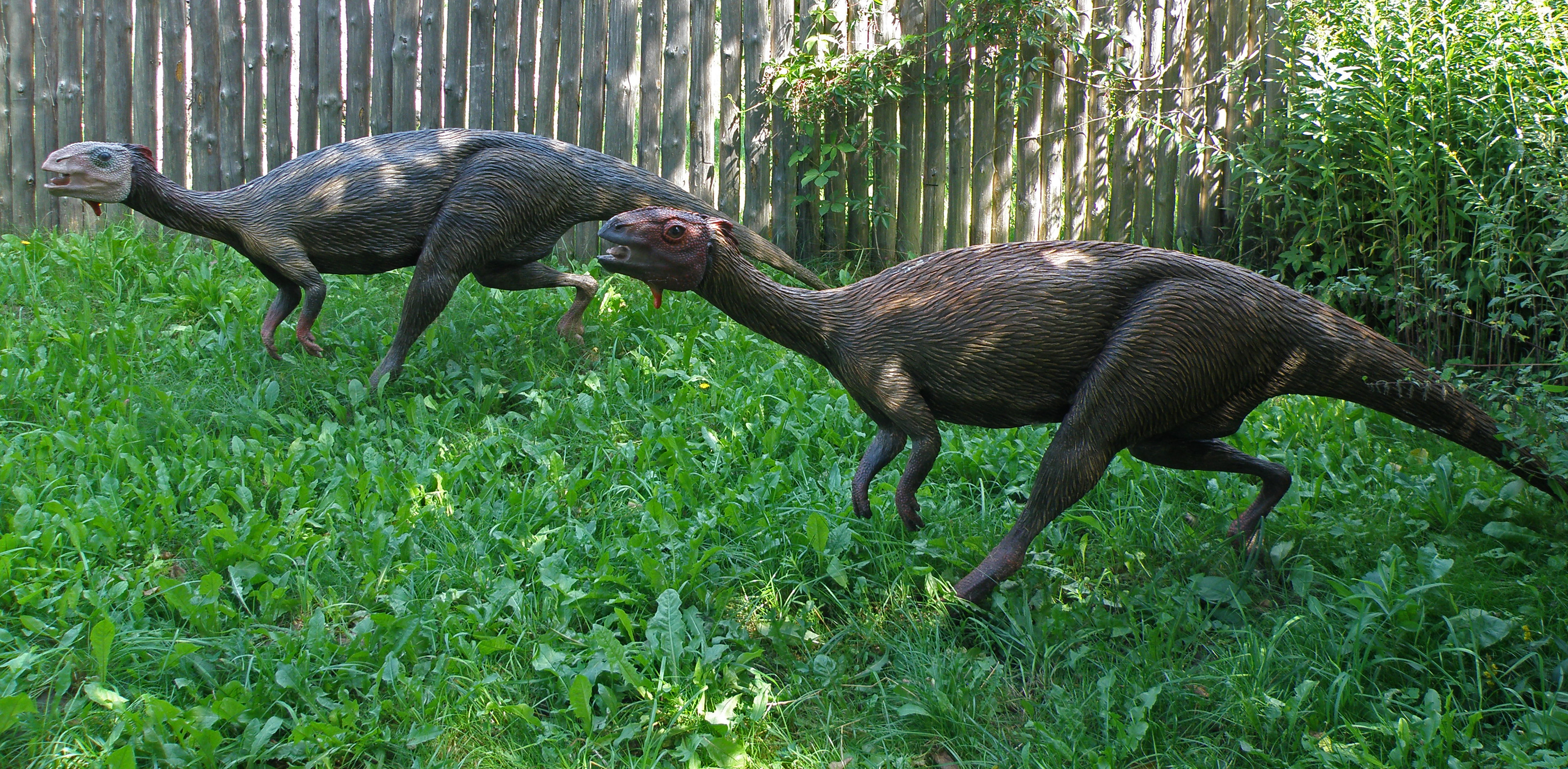
Plastische Lebendrekonstruktion von Dryosaurus. Für die gezeigte Befiederung existiert keine wissenschaftliche Grundlage.

 Dryosaurus  ist eine Gattung ornithopoder Dinosaurier aus dem Oberjura Nordamerikas. Sie zählt zu den Dryosauridae, einer Gruppe kleiner bis mittelgroßer, zweibeinig laufender Pflanzenfresser. Sämtliche Funde stammen aus der Morrison-Formation, einer bedeutenden Fossillagerstätte im westlichen Nordamerika. Einzige derzeit anerkannte Art dieser Gattung ist Dryosaurus altus, obwohl ihr früher zwei weitere Arten aus England und Tansania zugeschrieben wurden. Diese Arten werden heute eigenen Gattungen zugeschrieben: Dysalotosaurus und Valdosaurus.

## Merkmale
Dryosaurus zeigte einen für Dryosauriden typischen Körperbau. So waren die Hinterbeine lang, wobei das Schienbein (Tibia) länger war als der Oberschenkelknochen (Femur). Die Arme waren kurz und endeten in fünf Fingern. Das Kreuzbein (Sakrum) bestand aus sechs verschmolzenen Kreuzbein-Wirbeln, während Prä- und Postpubis (der vordere und der hintere Teil des Schambeins) lang und schlank waren. Das Zwischenkieferbein (Prämaxillare), ein vor dem Oberkiefer sitzender Knochen, war zahnlos, im Gegensatz zu Vertretern der Hypsilophodontidae. Die Kiefer endeten in einem Schnabel aus Horn.

## Paläobiologie
Eine knochenhistologische Studie von John Horner und Kollegen untersuchte die Wachstumsmuster von Dryosaurus sowie zwei anderer Ornithopoden. Sämtliche von diesen Forschern untersuchte Dryosaurus-Knochen gehörten zu Tieren, die noch im Wachstum begriffen waren – ausgewachsene Tiere konnten nicht ausfindig gemacht werden. Möglicherweise könnte Dryosaurus das Wachstum erst mit ab dem 15. Lebensjahr abgeschlossen haben. Bei dem kleineren Ornithopoden Orodromeus ließ das Wachstum dagegen bereits in der Jugendphase sehr stark nach; diese Tiere waren vermutlich mit 4 bis 6 Jahren vollständig ausgewachsen.
Anhand der gefundenen Überreste wurden die relativ jungen Tiere auf eine Länge von 2,5 bis 4,3 m und ein Gewicht von 77 bis 90 Kilogramm geschätzt; Überreste von erwachsenen Tieren wurden bislang noch nicht entdeckt.

## Systematik
Dryosaurus ist der namensgebende Vertreter der Dryosauridae, einer Gruppe der Iguanodontia. Die Verwandtschaftsbeziehungen von Dryosaurus zu anderen Dryosauriden sind unklar.
Lange galt Dryosaurus als ein Vertreter der Hypsilophodontidae. Erst 1984 wurde von Milner und Norman die Gruppe Dryosauridae aufgestellt, um den Unterschieden von Dryosaurus zu den Hypsilophodontidae Rechnung zu tragen. 1985 stellte Cooper die heute verworfene Unterfamilie Dryosaurinae auf, welche er jedoch weiterhin innerhalb der Hypsilophodontidae einordnete.

## Entdeckungsgeschichte, Funde und Namensgebung
Der erste Fund besteht aus einem Zahn, dem Becken und einem Hinterbein (Holotyp, Exemplarnummer YPM 1876) und stammt aus Como Bluff in Wyoming, einem berühmten Dinosaurier-Friedhof der Morrison-Formation. Othniel Charles Marsh (1878) beschrieb diesen Fund ursprünglich als neue Art der Gattung Laosaurus – als Laosaurus altus. Erst mit der Entdeckung weiterer Fossilien erkannte Marsh wichtige Unterschiede zwischen dieser Art und anderen Laosaurus-Arten, wie die längeren Halswirbel und den dünneren Präpubis, und stellte die eigenständige Gattung Dryosaurus auf (Marsh, 1894). Der Name Dryosaurus (gr. drys – „Baum“, sauros – „Echse“) bedeutet so viel wie „Baumechse“ und verweist vermutlich auf die pflanzenfressende Ernährung sowie auf die mögliche waldbewohnende Lebensweise dieses Tieres. Marsh interpretierte den Ablagerungsraum der Morrison-Formation – den Lebensraum von Dryosaurus – als einen üppigen Wald mit Süßwasserseen.
Ein nahezu vollständiges Skelett einschließlich eines zerdrückten Schädels (Exemplarnummer CM 3392) konnte um 1922 aus dem Dinosaur National Monument in Utah geborgen werden und wurde von Gilmore 1925 beschrieben. Heute ist dieses Skelett im Carnegie Museum of Natural History in Pittsburgh ausgestellt. Weitere Funde stammen unter anderem aus Montrose County in Colorado, wo zahlreiche fragmentarische Überreste von Jungtieren entdeckt wurden (Galton und Jensen, 1973), aus dem Dinosaurierfriedhof Bone Cabin Quarry in Wyoming, aus den Elk Mountains im Johnson County in Wyoming, sowie aus dem Moffat County in Colorado.